# Virke landskommun
Virke landskommun var en tidigare kommun i dåvarande Malmöhus län.

## Administrativ historik
Kommunen bildades i Virke socken i Harjagers härad i Skåne när 1862 års kommunalförordningar trädde i kraft.
Vid kommunreformen 1952 uppgick kommunen i Harrie landskommun som upplöstes 1969, då denna del uppgick i Kävlinge köping som ombildades 1971 till Kävlinge kommun.